# Adobe Photoshop Lightroom
Adobe Photoshop Lightroom — графічна програма компанії Adobe для роботи з цифровими фотографіями. Може використовуватися для «проявки» «цифрових негативів» (формати даних DNG, RAW), ретушування фотознімків і організації їх каталогу.
Lightroom засновано на вихідному коді програми Rawshooter, яка раніше випускалася фірмою Pixmantec. Користувацький інтерфейс Adobe Photoshop Lightroom написаний з використанням Lua.
У перекладі з англійської, Lightroom означає «світла кімната». Назва пов'язана з тим, що програма створювалась як цифровий аналог фотолабораторії (англ. dark room, «темна кімната»), в якій фотографи проявляють плівки, друкують знімки і виконують багато інших маніпуляцій.

## Можливості
Lightroom здатна працювати як зі стисненими форматами зображень, так і з форматом RAW, також підтримує DNG. Робочий простір програми складається з двох панелей по боках, між якими розташовуються оброблювані знімки. На панелі ліворуч виконуються загальні дії, такі як навігація по комп'ютеру, застосування шаблонів. Праворуч відбувається точне налаштування. В Lightroom є функція постійного порівняння оригінального чи зразкового зображення та редагованого.
Робочий простір поділено на категорії: Бібліотека, Обробка, Карта, Книга, Слайдшоу, Друк і Веб.
«Бібліотека» містить обрані користувачем фото, над якими виконуватиметься робота. Можуть додаватися як окремі файли, так і вміст цілих тек. Пропонується сортувати фото за різними параметрами, такими як час зйомки чи формат.
«Обробка» передбачає корекцію кольорів, кривих, тонування, виправлення спотворень лінзи, а також обтинання зображення, накладання градієнтів, видалення ефекту червоних очей. Adobe Lightroom дозволяє прискорити роботу з обробки фотографій, використовуючи для цього пресети, що одразу виконують низку редагувань, таких як стилізація знімку під старовину.
«Карта» дає змогу вручну додавати географічні координати в файл зображення та інші метадані.
«Книга» дозволяє адаптовувати фото для обкладинок книг різного формату.
«Слайдшоу» створює серії фото для наступного показу, при цьому редагуючи їх за вказаним користувачем загальним стандартом.
«Друк» пропонує розміщення фото на аркуші паперу та налаштування процесу друку.
«Веб» містить інструменти створення галерей фото для їх вбудовування на вебсайтах, використовуючи попередні шаблони.
Особливістю програми є «недеструктивне редагування», при якому вихідний файл зображення залишається незмінним, а всі операції редагування зображення здійснюються над автоматично згенерованими із майстер-файлу робочими файлами — «версіями».

## Версії
Починаючи з 3-ї версії з'явилась можливість публікувати знімки на фотохостингах і соціальних мережах, наприклад у Facebook, безпосередньо з програми.
У 4-й версії для Microsoft Windows припинена підтримка Windows XP. Для роботи потрібна версія Windows Vista і вище.
У 5-й версії для Microsoft Windows припинена підтримка Windows Vista. Для роботи потрібна версія Windows 7 і вище. У версії для Apple Macintosh припинена підтримка Mac OS X Snow Leopard 10.6. — для роботи потрібна версія OS X 10.7 Lion і вище.

## Нагороди
Adobe Photoshop Lightroom стала лауреатом премій TIPA (Technical Image Press Association) і EISA (European Imaging and Sound Association):
- EISA European Advanced SLR (2006—2007)[5],
- TIPA Best Photo Software (2009) за Lightroom 2[6].